# پر کارلن
پر کارلن (انگلیسی: Per Carlén؛ زادهٔ ۱۹ نوامبر ۱۹۶۰) بازیکن هندبال اهل سوئد است.